# Grödersby
Grödersby (tiếng Đan Mạch: Grødersby) là một đô thị thuộc huyện Schleswig-Flensburg, trong bang Schleswig-Holstein, nước Đức. Đô thị Grödersby có diện tích 6,64 km², dân số thời điểm 31 tháng 12 năm 2006 là 272 người.